# NGC 5836
NGC 5836 је спирална галаксија у сазвежђу Мали медвед која се налази на NGC листи објеката дубоког неба.
Деклинација објекта је + 73° 53' 35" а ректасцензија 14h 59m 31,1s. Привидна величина (магнитуда) објекта NGC 5836 износи 13,9 а фотографска магнитуда 14,7. NGC 5836 је још познат и под ознакама UGC 9664, MCG 12-14-16, CGCG 337-26, 7ZW 576, PGC 53554.